# Байерли, Хейден
Хейден Байерли (англ. Hayden Byerly, родился 11 октября 2000 в Лейквуде, Колорадо, США) — американский актёр. Начал карьеру актёра в возрасте 10 лет. Наиболее известен благодаря роли Джуда Фостера в сериале «Фостеры».

## Ранние годы
Хейден родился 11 октября 2000 года. Он вырос в городе Литлтон, штат Колорадо, позже переехал с семьёй в Лос-Анджелес, штат Калифорния. В десять лет начал актёрскую карьеру. Он развивал интерес к актёрскому искусству, подражая своим любимым фильмам и актёрам, повторяя за ними реплики. У Хейдена есть один младший брат — Ланден.

## Карьера
Хейден начал свою актёрскую карьеру после победы в национальном конкурсе талантов в Орландо, штат Флорида. Вскоре после этого, он прошёл свой первый кастинг, и его телевизионный дебют состоялся в 2011 году в роли приглашённой звезды на телеканале Disney XD в сериале Зик и Лютер. В этом же году он снялся в фильме ужасов 11/11/11.
В 2012 году Хейден снялся в сериале Родители в роли прикованного к инвалидной коляске мальчика с расщеплением позвоночника. В том же году он работал актёром озвучивания в играх Call of Duty: Black Ops II и Lightning Returns: Final Fantasy XIII, также озвучивал принца Густава в мультсериале София Прекрасная.
В 2013 году Хейден стал одним из главных актёров сериала Фостеры на телеканале ABC Family. В сериале он играет Джуда Фостера, чувствительного 12-летнего приёмного ребёнка, которого приняли в большую семью. Он начинает разбираться в своей сексуальной ориентации и чувствах к своему лучшему другу Коннору (играет Гэвин Макинтош). В марте 2014 года сайт Hollywood.com назвал «трогательным» персонажа Джуда и внес его в свой список «Избранные ЛГБТ персонажи на телевидении».
2 марта 2015 на телеканале ABC Family в эфир вышла 18-я серия второго сезона сериала Фостеры, в котором был показан поцелуй персонажей Хейдена и Гэвина. Считается, что это был самый молодой ЛГБТ поцелуй за всю историю телевидения США.

## Личная жизнь
Личные интересы Хейдена включают чтение мистических и приключенческих книг и решение различных математических задач, также он играет в баскетбол и видеоигры. Наряду с Гэвином Макинтошем Хейден был активистом против школьных издевательств, призывая молодёжь принять их различия между собой. Также Хейден оказывал свою поддержку кампании «Будьте добрее друг к другу» (англ. «Be Good to Each Other»).

## Фильмография

### Фильмы
| Год  | Название                     | Роль         |
| ---- | ---------------------------- | ------------ |
| 2011 | 11/11/11 (фильм Кита Аллана) | Нейтан Валес |

### Телевидение
| Год       | Русское название | Оригинальное название | Роль                   | Примечания                       |
| --------- | ---------------- | --------------------- | ---------------------- | -------------------------------- |
| 2011      | Зик и Лютер      | Zeke and Luther       | Skunk Wetzel           | Серия: «Luther Turns Four»       |
| 2012—2014 | Родители         | Parenthood            | Micah Watson           | Периодически (5 серий)           |
| 2013      | София Прекрасная | Sofia the First       | Принц Густав (озвучка) | Серия: «Just One of the Princes» |
| 2013—2018 | Фостеры          | The Fosters           | Джуд Адамс Фостер      | Одна из главных ролей            |

### Видеоигры
| Год  | Название                              | Роль                                     | Примечания |
| ---- | ------------------------------------- | ---------------------------------------- | ---------- |
| 2012 | Call of Duty: Black Ops II            | Молодой Дэвид Мейсон (Английская Версия) | Озвучка    |
| 2013 | Lightning Returns: Final Fantasy XIII | Дополнительные голоса                    | Озвучка    |